# インドネシア手話
インドネシア手話（インドネシア語：Bahasa Isyarat Indonesia、BISINDO)は、インドネシア（少なくともジャワ島）で用いられている、互いに相互関連のある数種類の手話の総称である。アメリカ手話を基にしているが、各都市ごとの独自の表現が混ざっている。インドネシア政府による公認や教育現場での使用を求める際には統一言語として扱われるものの、異なる都市で使用される手話は相互理解ができない場合がある。
具体的には、都市間における手話表現の差異を調査した唯一の研究である2012年のイスマの研究によると、ジャカルタとジョグジャカルタの手話について、語彙の65％は共通しているものの文法面には差異があり明らかに分岐しており、近縁ではあるものの別言語であるとしている。これら2都市の手話については、香港にいるイスマのコンサルタントらが意思疎通のために香港手話を介さざるを得なかったほど異なっている。ジョグジャカルタ手話はSOV型語順をとる傾向があるのに対し、ジャカルタ手話は名詞句のいずれかが主語か目的語になり得る文ではSVO型、それ以外の文では語順が自由である。ジャカルタ、ジョグジャカルタ以外の都市における手話は調査されていない。
現在、教育現場では手話ではなく、手動符号化インドネシア語であるインドネシア手話システム（Sistem Isyarat Bahasa Indonesia、SIBI）が使用されている。

## 参照
1. ↑  Hammarström, Harald; Forkel, Robert; Haspelmath, Martin et al., eds (2016). “Indonesian Sign”. Glottolog 2.7. Jena: Max Planck Institute for the Science of Human History
2. ↑  Silva Tenrisara Pertiwi Isma, 2012, "Signing Varieties in Jakarta and Yogyakarta" Archived 2014-01-13 at the Wayback Machine.